# Émile Bertaux
Émile Bertaux (Fontenay-sous-Bois, Illa de França, 1869 - París, 1917) fou un historiador de l'art francès.
Hispanista remarcable, va dedicar-se plenament a l'estudi de la història de l'art i s'interessà fonamentalment per l'art hispànic medieval, fent-ne ressaltar la seva importància, a La revue de l'Art. Fou també autor dels volums corresponents a la pintura hispànica de la baixa edat mitjana a l'Histoire de l'Art d'André Michel. Treballà en universitats i museus del seu país i dirigí la revista Gazette des Beaux Arts.